# Kagi (île)
Pour les articles homonymes, voir Kagi.
Kagi est une petite île inhabitée des Maldives. C'est une île privée.

## Géographie
Kagi est située dans le centre des Maldives, dans le Nord de l'atoll Malé Nord, dans la subdivision de Kaafu. 